# ウェイティング・フォー・ジ・エンド・トゥ・カム
『ウェイティング・フォー・ジ・エンド・トゥ・カム』(Waiting for the End to Come)は、カナダのデスメタルバンド、カタクリズムの12枚目 のアルバムである。ニュークリア・ブラストから発売され、日本盤は日本コロムビアから発売された。

## 収録曲
- 1. ファイア - Fire
- 2. イフ・アイ・ウォズ・ゴッド…アイド・バーン・イット・オール- If I Was God... I'd Burn It All
- 3. ライク・アニマルズ - Like Animals
- 4. キル・ジ・エリート - Kill the Elite
- 5. アンダー・ロウレス・スカイズ - Under Lawless Skies
- 6. デッド&ベリード - Dead & Buried
- 7. ザ・ダーケスト・デイズ・オブ・スランバー - The Darkest Days Of Slumber
- 8. リアル・ブラッド、リアル・スカーズ - Real Blood, Real Scars
- 9. ザ・プロミス - The Promise
- 10. エンパイア・オブ・ダート- Empire Of Dirt
- 11. エレヴェイト- Elevate
- 12. ジ・アメリカン・ウェイ- The American Way
  - 12.は日本国内盤のボーナス・トラック

## メンバー
- Maurizio Iacono (ボーカル)
- Jean-François Dagenais (ギター)
- Stephane Barbe (ベース)
- Oli Beaudoin(ドラムス)